# 松永夏海
松永 夏海（まつなが なつみ、2000年6月20日 - ）は、日本の女子バスケットボール選手である。ポジションはシューティングガード。Wリーグのプレステージ・インターナショナル アランマーレ所属。

## 来歴
北海道出身。
札幌山の手高校で全国大会を経験。
高校卒業後は白鷗大に進学。インカレ準優勝を経験。
2023年1月、プレステージ・インターナショナル アランマーレにアーリーエントリーとして加入。